# 原幸歩
原 幸歩（はら ゆきほ、1998年11月9日 - ）は、日本の元女子バレーボール選手。

## 来歴
佐賀県三養基郡出身。母と姉の影響で小学3年生からバレーボールを始める。
2020年12月10日、トヨタ車体クインシーズへの入団内定が発表された。
2021年1月17日、V1リーグの入団内定発表後初戦となるKUROBEアクアフェアリーズ戦で内定選手としていきなりスタメン出場を果たし、デビュー戦で16得点の活躍をしてチームの勝利に貢献した。続く1月22日のヴィクトリーナ姫路戦でも18点を取りチームの連勝に貢献したが、その翌日の1月23日に開催された埼玉上尾メディックス戦の第2セットで負傷退場となり、内定選手としての出場3試合目にして戦線離脱を余儀なくされた。
2021年7月26日、チームの副キャプテンに就任。ただし、2021-22シーズン開幕には間に合わず、同シーズンの抱負を「ケガを治して復帰する」としている。
2023年、2022-23シーズン終了をもって現役を引退した。2021年1月の負傷後、膝と肩の手術を経てリハビリを重ねてきたが、2年経っても自身の身体をなかなか元に戻せず、復帰が叶わないまま現役引退を決断した。

## 選手としての特徴
関西大学リーグで新人賞やベストスコアラー賞を獲得するなど、勝負強いパワフルなスパイクと攻撃的なサーブ、そして守備面においても安定したレセプションと高いブロックスキルが持ち味の選手である。

## 人物・エピソード
- 現役引退時のコメントでは、内定選手として試合に出場した頃を振り返り、スポットライトを浴びてプレーしていた瞬間と表現し、一生忘れないと思うと話した[10]。

## 所属チーム
- 誠英高等学校
- 関西大学
- トヨタ車体クインシーズ #4（2020-2023年）

## 球歴
- 2015年 全国高等学校体育大会：ベスト4[3]
- 2015年 国民体育大会：4位[3]
- 2016年 国民体育大会：3位[3]
- 2017年 全日本バレーボール高等学校選手権大会：ベスト8[3]

## 受賞歴
- 2017年 関西大学リーグ：新人賞[3]
- 2019年 関西大学春季リーグ：ベストスコアラー賞[3]
- 2019年 関西大学秋季リーグ：ベストスコアラー賞[3]

## 個人成績
V.LEAGUEの個人成績は下記の通り。
| 大会        | チーム      | 出場     | 出場        | アタック | アタック | アタック | アタック | バックアタック | バックアタック | バックアタック | バックアタック | アタック 決定本数 | ブロック | ブロック       | サーブ | サーブ         | サーブ   | サーブ | サーブ | サーブ   | サーブレシーブ | サーブレシーブ | サーブレシーブ | サーブレシーブ | 総得点      | 総得点      | 総得点   | 総得点      |
| ----------- | ----------- | -------- | ----------- | -------- | -------- | -------- | -------- | -------------- | -------------- | -------------- | -------------- | ----------------- | -------- | -------------- | ------ | -------------- | -------- | ------ | ------ | -------- | -------------- | -------------- | -------------- | -------------- | ----------- | ----------- | -------- | ----------- |
| 大会        | チーム      | 試 合 数 | セ ッ ト 数 | 打 数    | 得 点    | 失 点    | 決 定 率 | 打 数          | 得 点          | 失 点          | 決 定 率       | セ ッ ト 平 均    | 得 点    | セ ッ ト 平 均 | 打 数  | ノ 丨 タ ッ チ | エ 丨 ス | 失 点  | 効 果  | 効 果 率 | 受 数          | 成 功 ・ 優    | 成 功 ・ 良    | 成 功 率       | ア タ ッ ク | ブ ロ ッ ク | サ 丨 ブ | 得 点 合 計 |
| V1 2020-21  | トヨタ車体  | 3        | 9           | 98       | 36       | 4        | 36.7     | 4              | 2              | 0              | 50.0           | 4.00              | 9        | 1.00           | 31     | 1              | 0        | 2      | 8      | 8.1      | 77             | 16             | 22             | 35.1           | 36          | 9           | 1        | 46          |
| 通算：1大会 | 通算：1大会 | 3        | 9           | 98       | 36       | 4        | 36.7     | 4              | 2              | 0              | 50.0           | 4.00              | 9        | 1.00           | 31     | 1              | 0        | 2      | 8      | 8.1      | 77             | 16             | 22             | 35.1           | 36          | 9           | 1        | 46          |